# Franco Bordoni
Franco Bordoni (Bologna, 1º gennaio 1932 – Casalecchio di Reno, 13 febbraio 2020) è stato un baritono italiano.

## Biografia
Figlio di un barbiere e di una casalinga, si iscrive al conservatorio G.B. Martini di Bologna che abbandona dopo due anni e prosegue gli studi da autodidatta ascoltando e assimilando la tecnica vocale sui dischi di Beniamino Gigli e di Carlo Tagliabue.
Debutta nel 1953 al Teatro Nuovo di Imola ne La bohème di Giacomo Puccini nel ruolo di Schaunard.
Alterna alle scritture come comprimario una lunga lista di concorsi internazionali, di cui sette vinti: Busseto 1961, Fano 1961, Lonigo 1962, Monaco di Baviera (Germania) 1962, Toulouse (Francia) 1964, Parma 1965, Barcellona (Spagna) 1966.
Il 23 dicembre 1967 per la prima rappresentazione, Bordoni viene chiamato a interpretare il ruolo di Rigoletto in sostituzione del protagonista ammalato e inizia la sua carriera di interprete soprattutto verdiano.

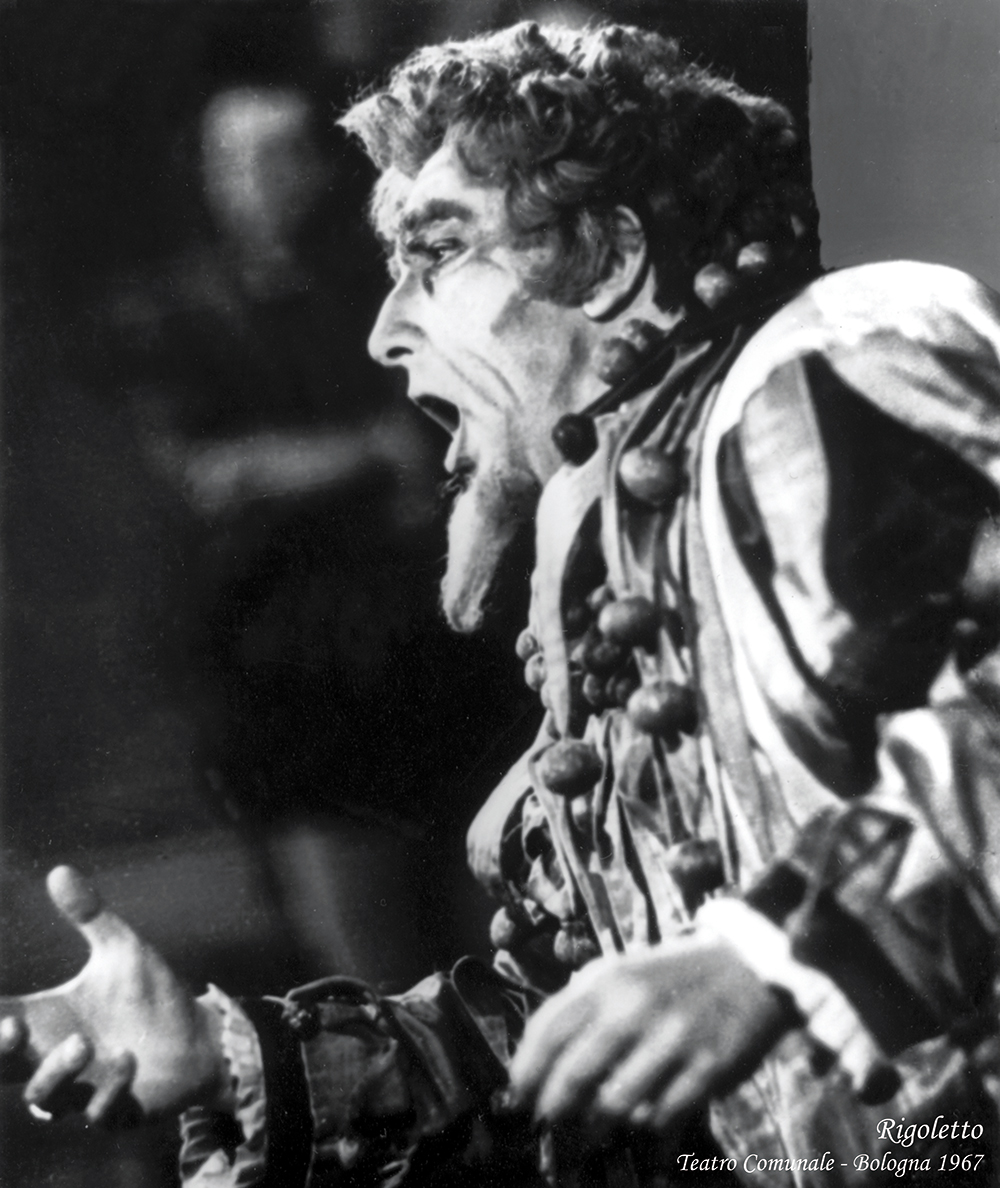
Rigoletto - Teatro Comunale, Bologna 1967.jpg

Dal 1967 in poi canta nei teatri delle seguenti città:
in Italia: Torino, Genova, Parma, Milano, Venezia, Verona, Bologna, Macerata, Roma, Napoli, Catania, Palermo, Cagliari, in Spagna: Barcellona, Madrid, Valencia, Bilbao, La Coruña, Tenerife, in Francia: Parigi, Marsiglia, Nizza, Bordeaux, Aix en Provence, Toulouse, Rouen, Avignone, d'Inghilterra: Londra, in Germania: Amburgo, Berlino, Monaco, Dortmund, Düsseldorf, Stoccarda, Francoforte sul Meno, in Austria: Vienna, Salisburgo, Graz, in Svizzera: Losanna, Basilea, Zurigo, Ginevra, San Gallo, Lugano, in U.S.A.: San Francisco, Dallas, Chicago, in Israele: Gerusalemme, in Egitto: Il Cairo, in Iran: Teheran, in Venezuela: Caracas, in Cile: Santiago del Cile, in Brasile: Rio de Janeiro, per citare i più importanti.
Nei teatri citati si affianca agli artisti a lui contemporanei, tra cui: Del Monaco, Di Stefano, Corelli, Caballé‚ Carreras, Marton, Ricciarelli, Domingo, Pavarotti, Kraus, Devia, Baltsa, Siepi, Tucker, Christoff, Serra, Aragall, Vickers, Cossotto, Kabaivanska, Zeani, Deutekom, Arroyo, Bergonzi, Giaiotti, Gedda, Giacomini, Lima, Bonisolli, Bumbry, Obratsova, Molnar, Martinucci, Dimitrova, Lavirgen, Neblett, Jones, Scotto, Freni, McCracken, Codrubas, Olivero, Merighi, Zampieri, Casolla, Cruz-Romo, Slatinaru, Moffo, Atlantov e viene diretto dai Maestri più famosi: Gracis, Rossi, Molinari Pradelli, Abbado R., Gavazzeni, De Fabritiis, Santi, Patanè, Queler, Sinopoli, Masini, Gandolfi, Guadagno, Franci, Mackerras, Neschling, Erede, Gelmetti, Fischer, Maag, Jordan, Rudel, Domingo.
Chiude la carriera a Maribor allo Slovene National Theatre nel 2000 interpretando Rodrigo nel Don Carlo di Giuseppe Verdi dopo 47 anni di attività con oltre 400 recite di Rigoletto eseguite nel ruolo principale.

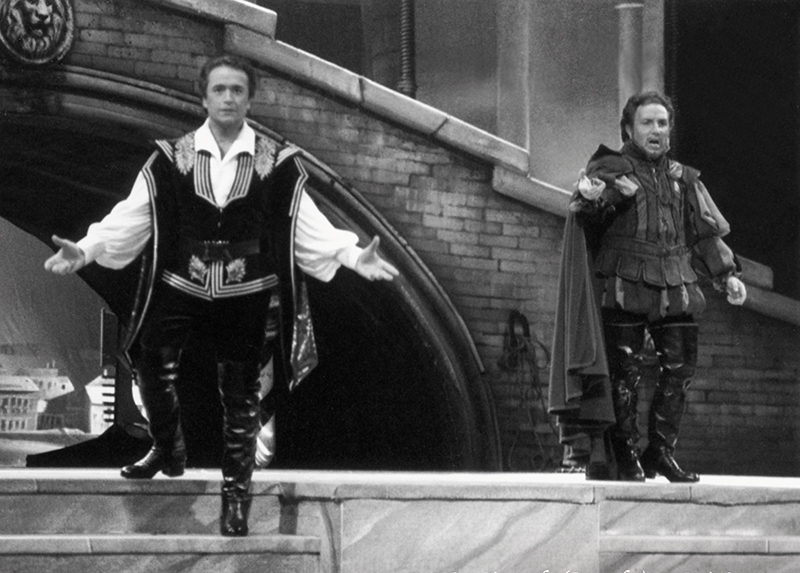
La Gioconda (Barnaba) con Josè Carreras - Gran Teatro di Liceu, Barcellona 1984

Nel 2012 viene festeggiato dal Teatro Comunale di Bologna per i suoi 80 anni di età con una mostra fotografica allestita nella Rotonda Gluck che ripercorre per immagini di scena la lunga carriera baritonale.
Inoltre, nell'occasione, viene girato un DVD biografico (intervista a cura del prof. Marco Beghelli docente presso l'Università di Bologna – Dipartimento delle arti visive, performative e multimediali) che raccoglie i momenti più salienti del suo percorso artistico.
Nel 2016 il musicista e scrittore Bruno Baudissone pubblica con la casa editrice Il mio libro una raccolta di interviste dedicate al mondo dell'opera dal titolo Non ti scordar di me, che racconta anche della carriera di Franco Bordoni.
Da settembre 2024, è stata raccolta e donata all'Istituto Centrale per i Beni Sonori ed Audiovisivi (già Discoteca di Stato - Palazzo Mattei di Giove Via Michelangelo Caetani, 32 - 00186 Roma) del Ministero della Cultura, la parte più cospicua dei supporti audio e video di Franco Bordoni, affiancato da prestigiosi cast, nelle esecuzioni di opere complete, concerti, recital e anche di un oratorio per un totale di oltre 100 registrazioni disponibili alla consultazione a catalogo e all'ascolto, futura memoria storica della carriera dell'Artista.

## Immagini di scena

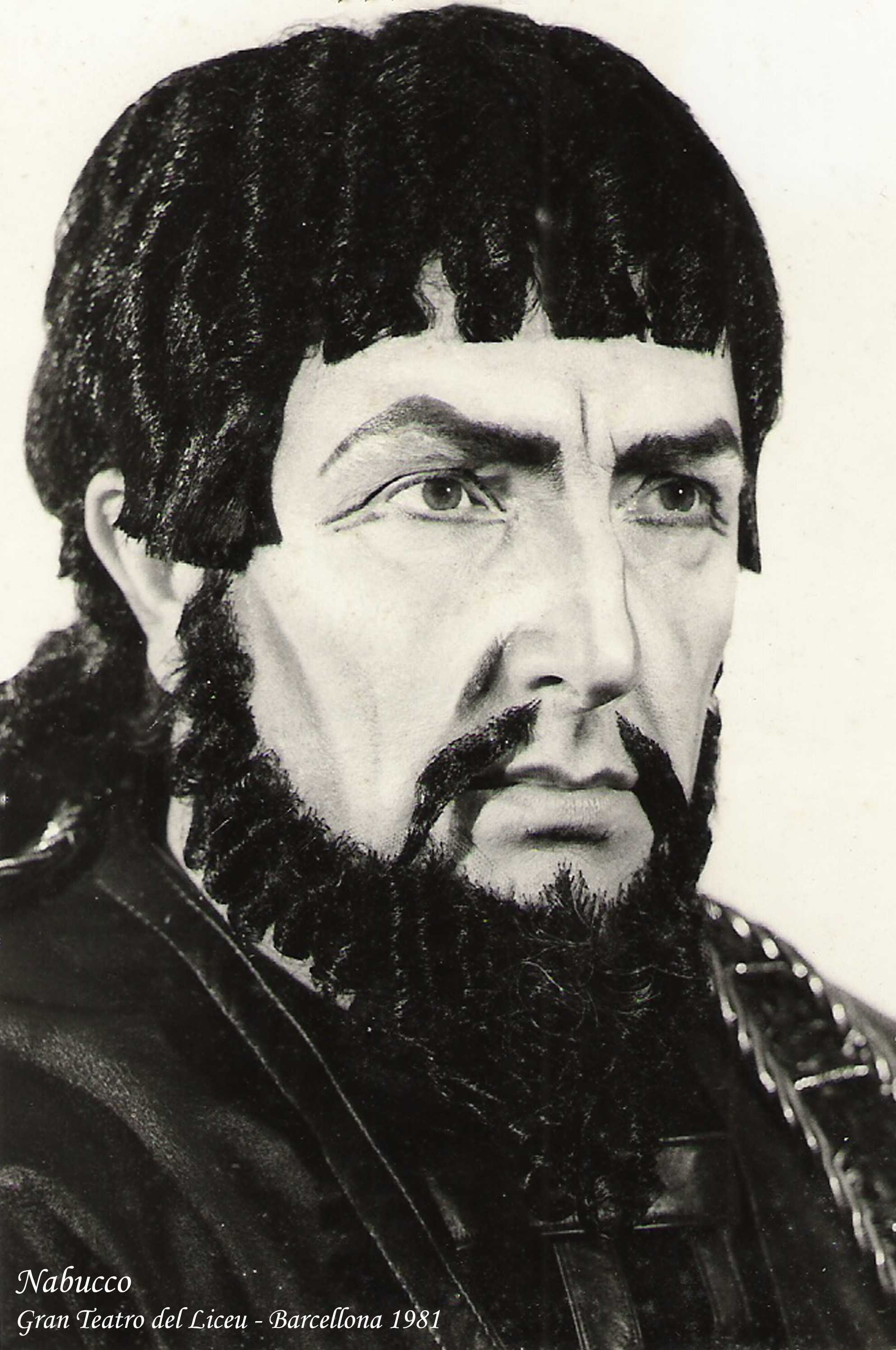
Nabucco, Gran Teatro del Liceu - Barcellona 1981
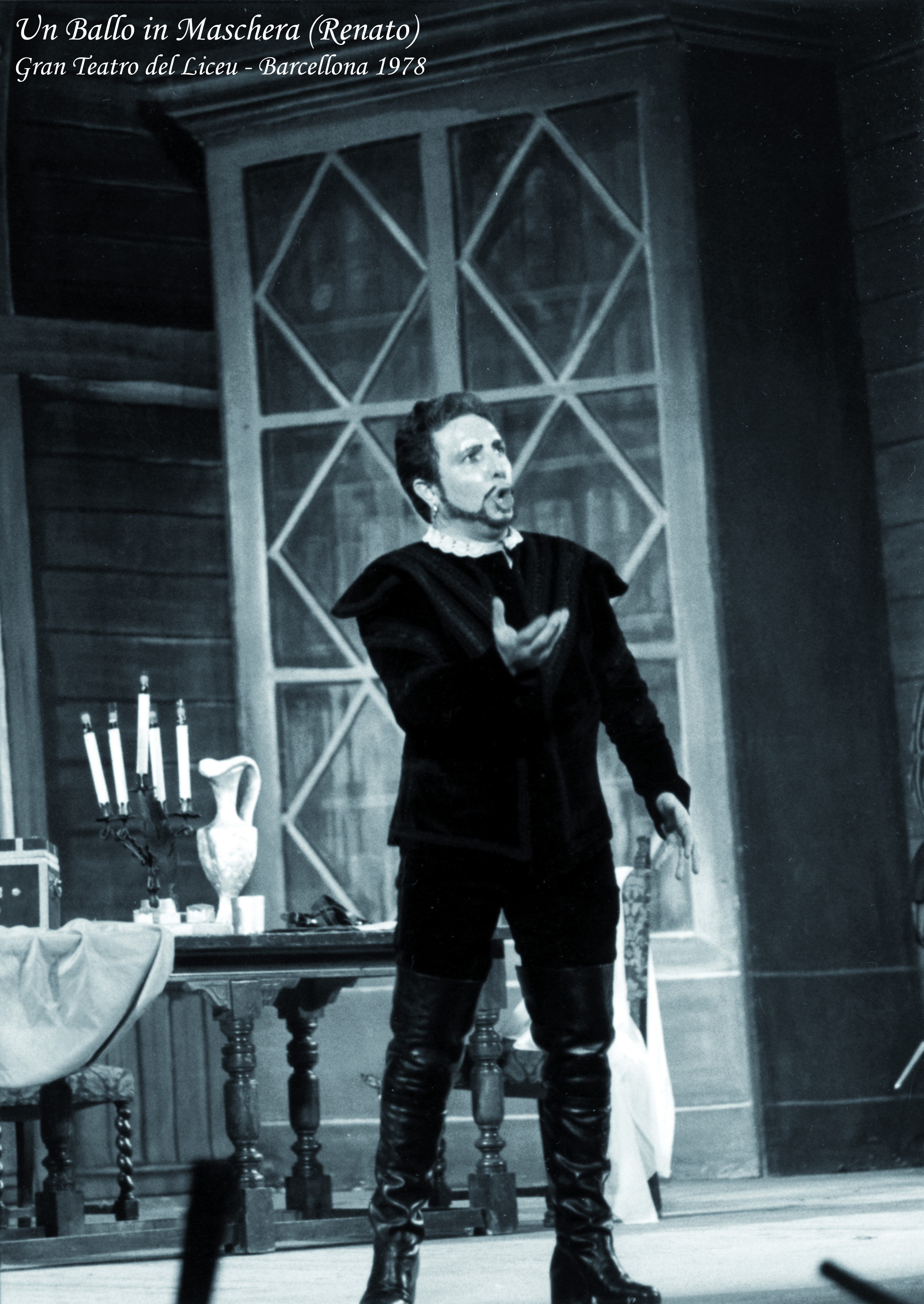
Un Ballo in Maschera (Renato), Gran Teatro del Liceu - Barcellona 1978
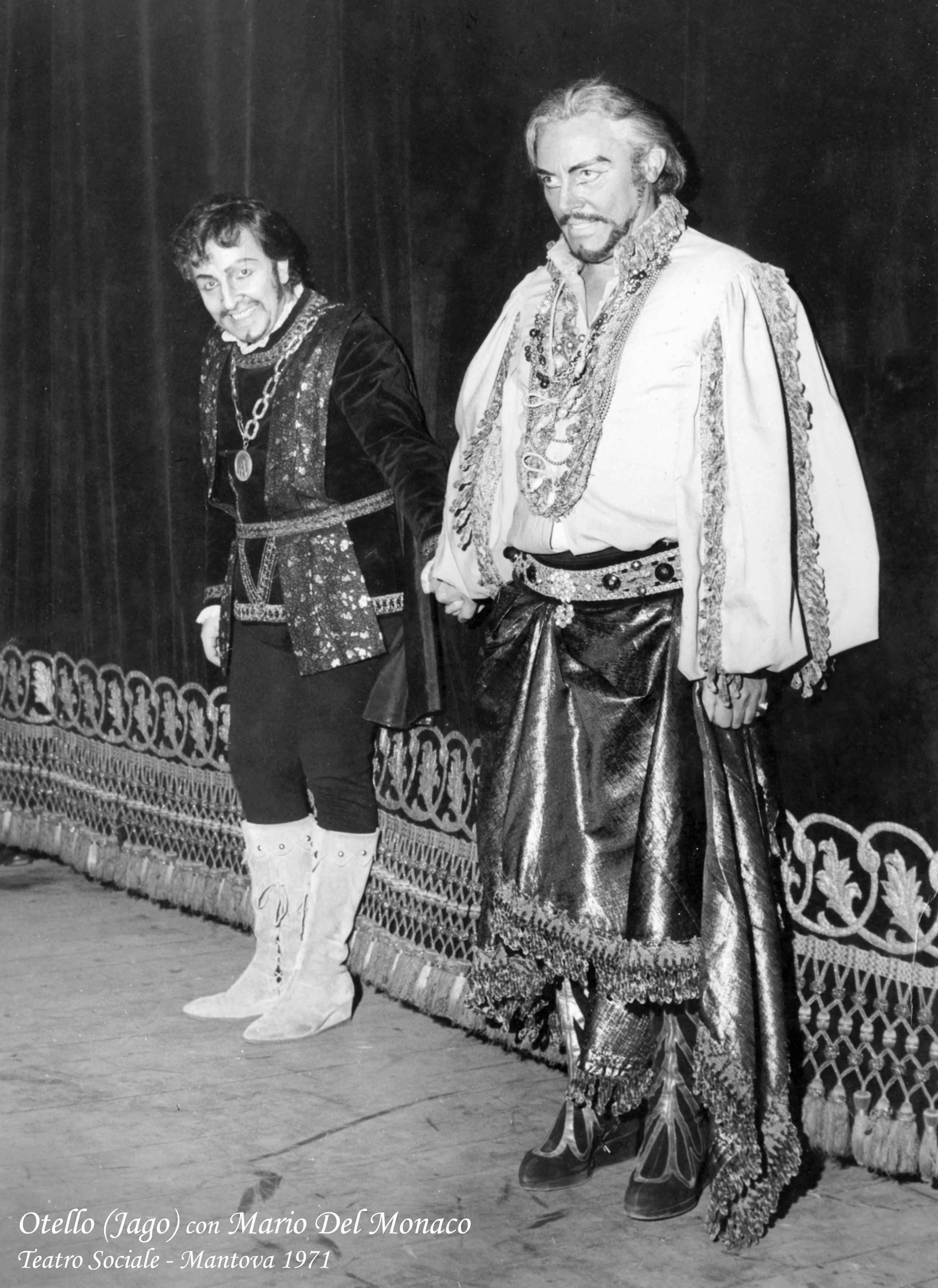
Otello (Jago) con Mario Del Monaco, Teatro Sociale - Mantova 1971
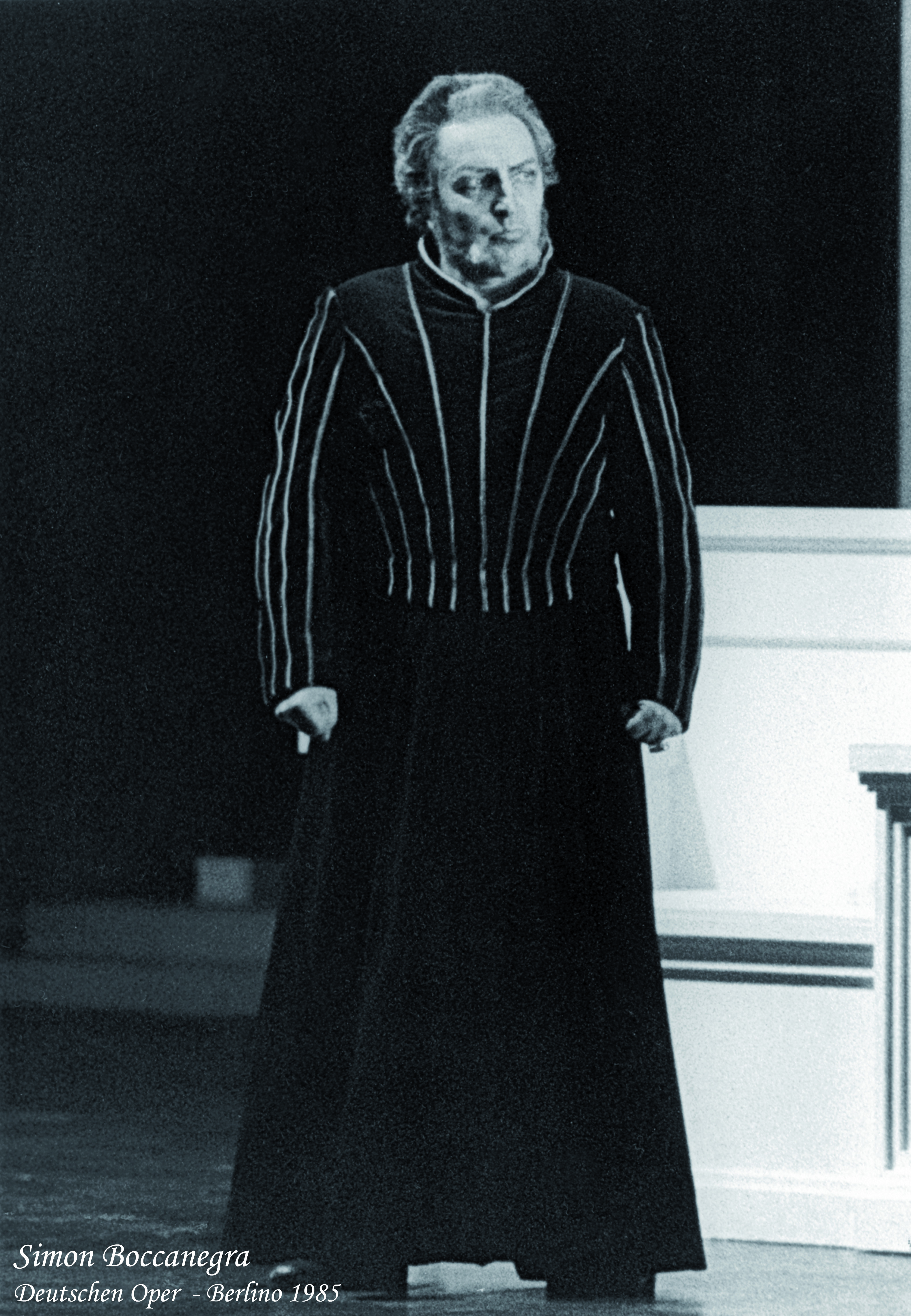
Simon Boccanegra, Deutschen Oper - Berlino 1985
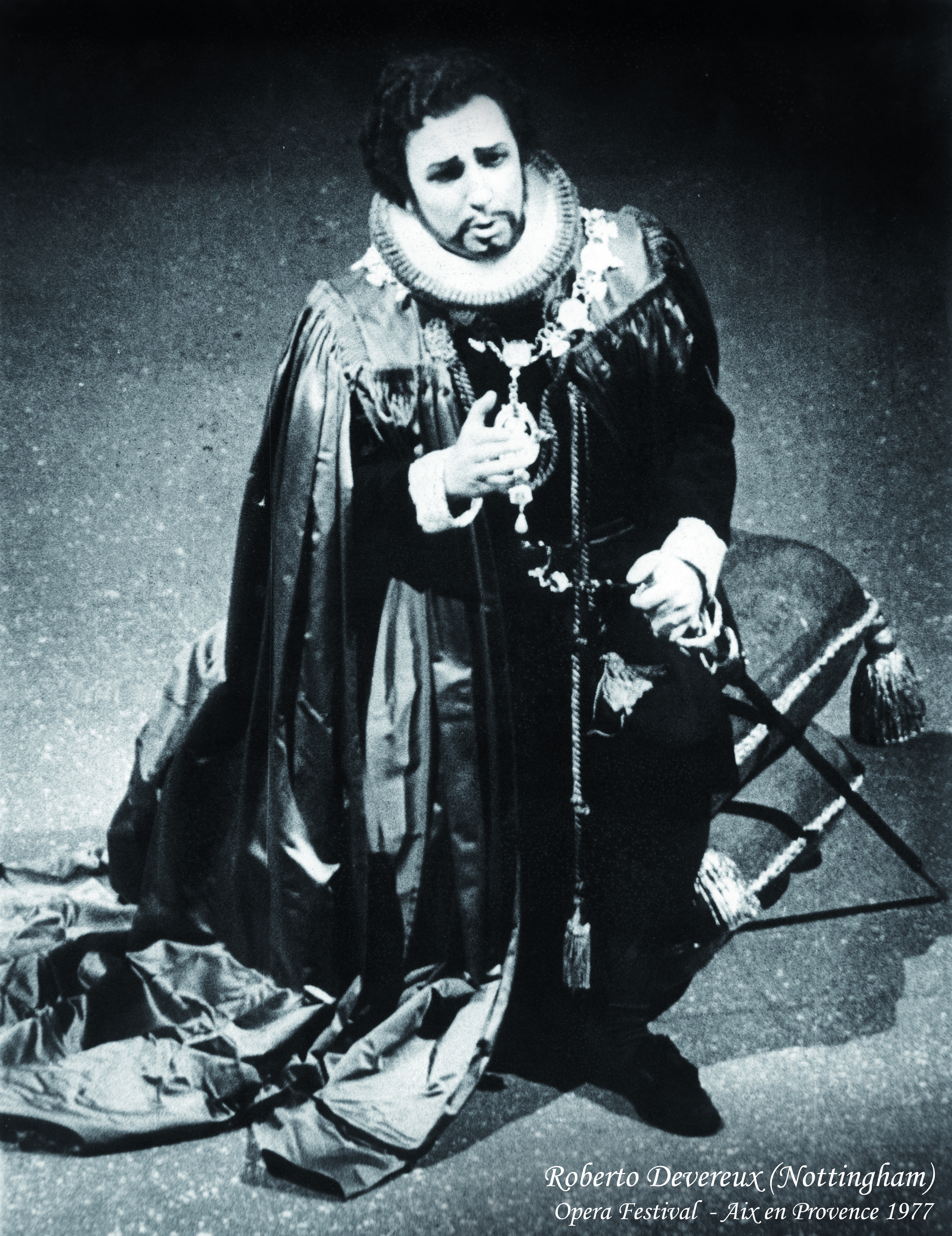
Roberto Devereux (Nottingham), Opera Festival - Aix en Provence 1977
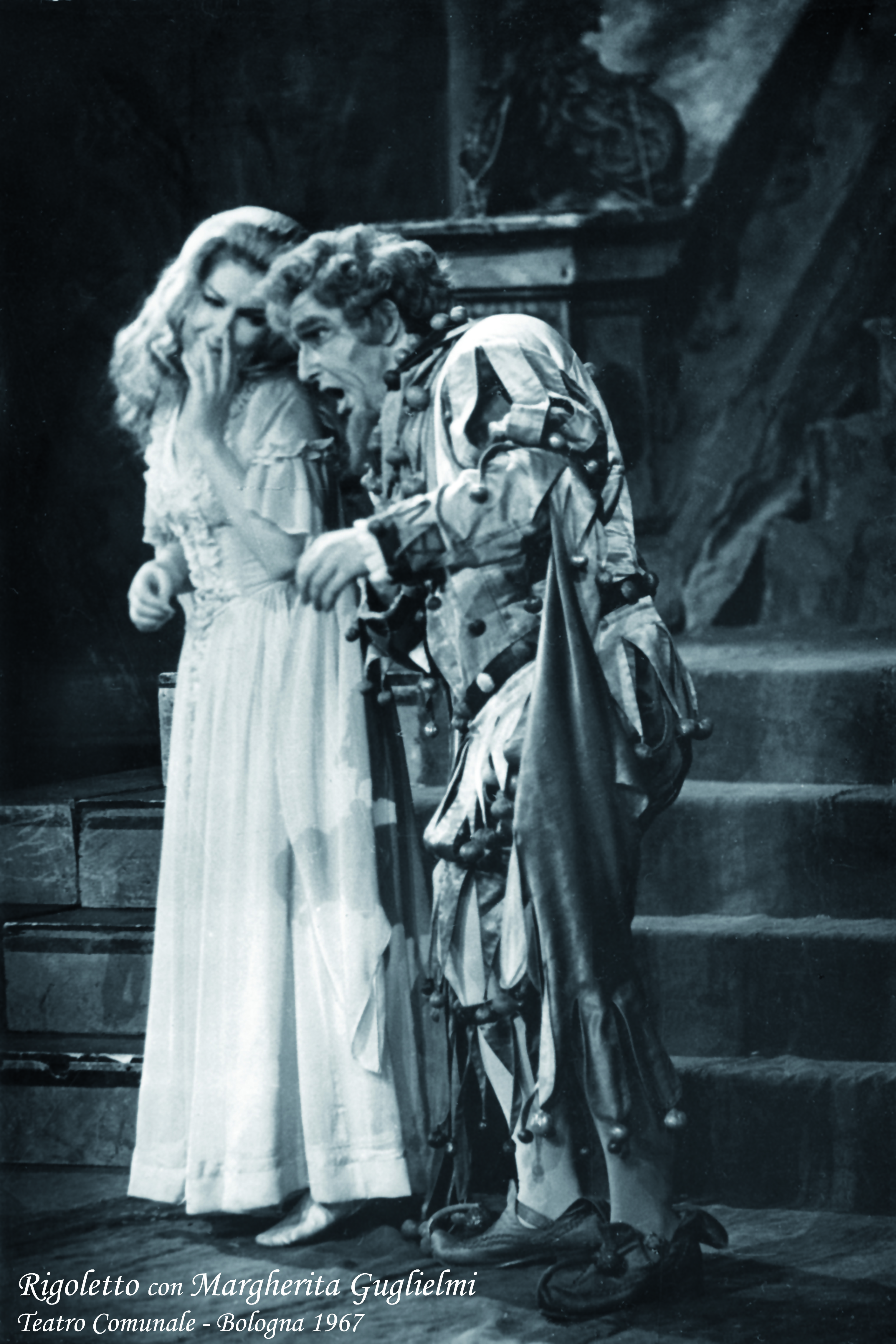
Rigoletto con Margherita Guglielmi, Teatro Comunale - Bologna 1967
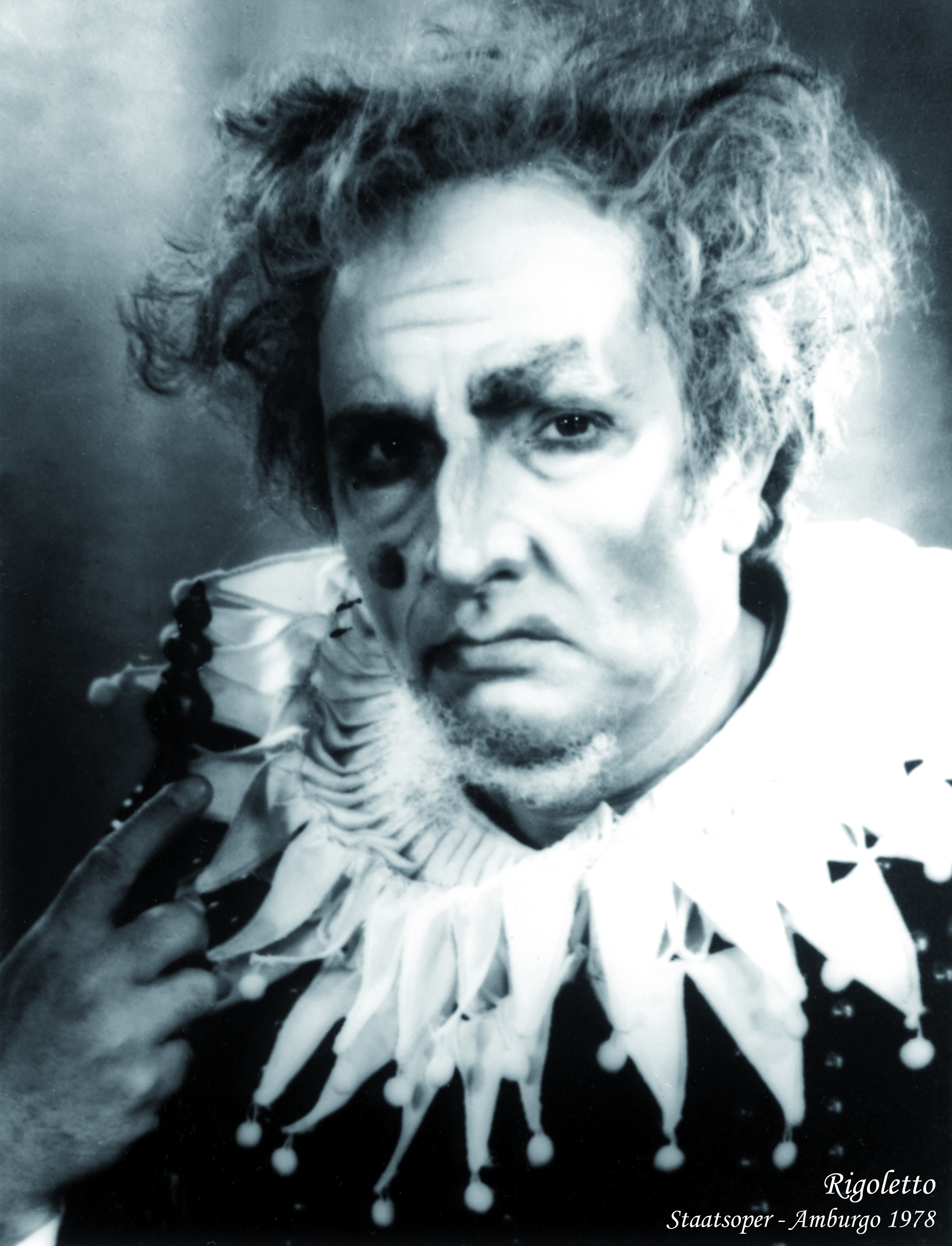
Rigoletto, Staatsoper - Amburgo 1978
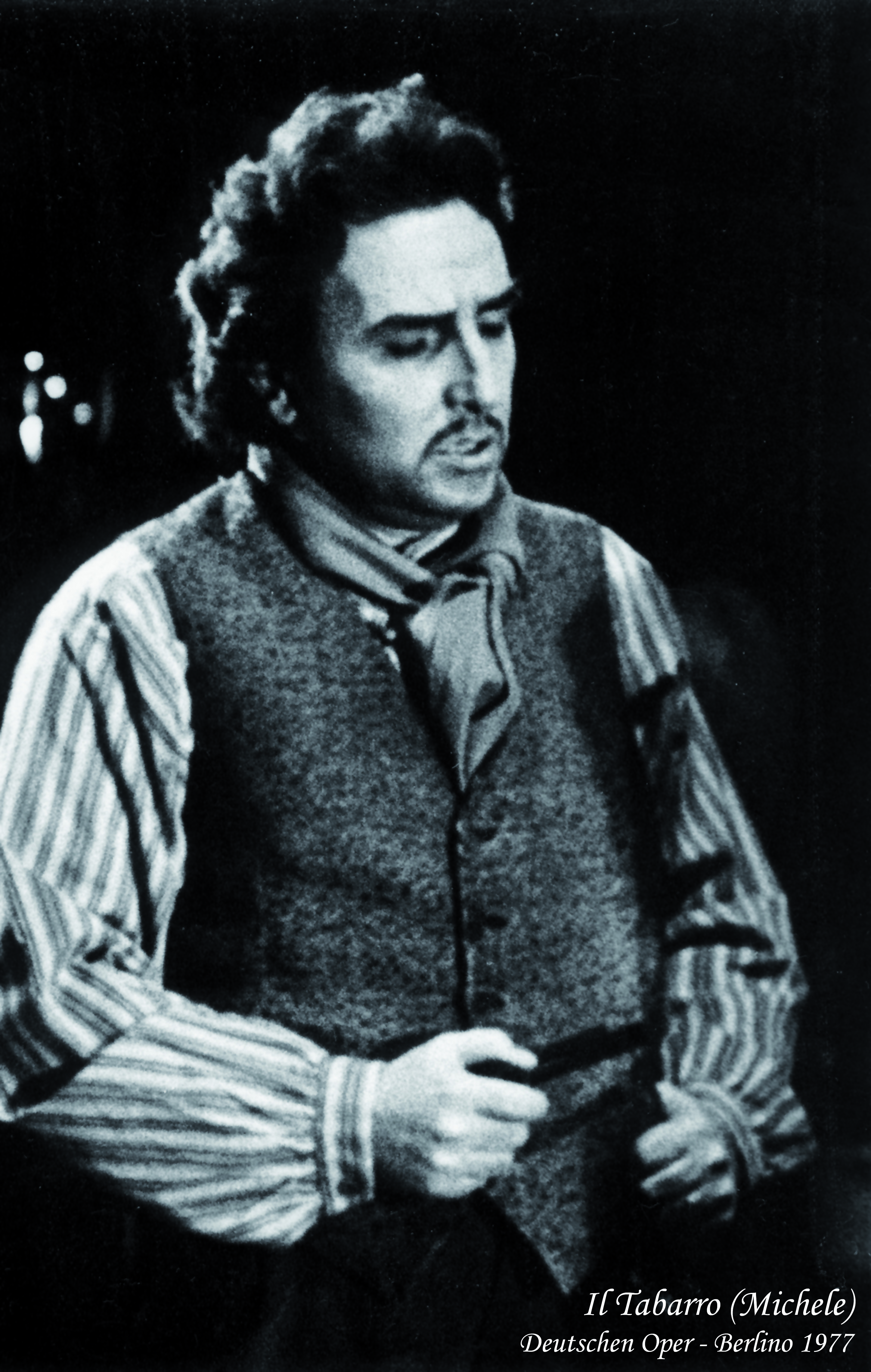
Il Tabarro (Michele), Deutschen Oper - Berlino 1977
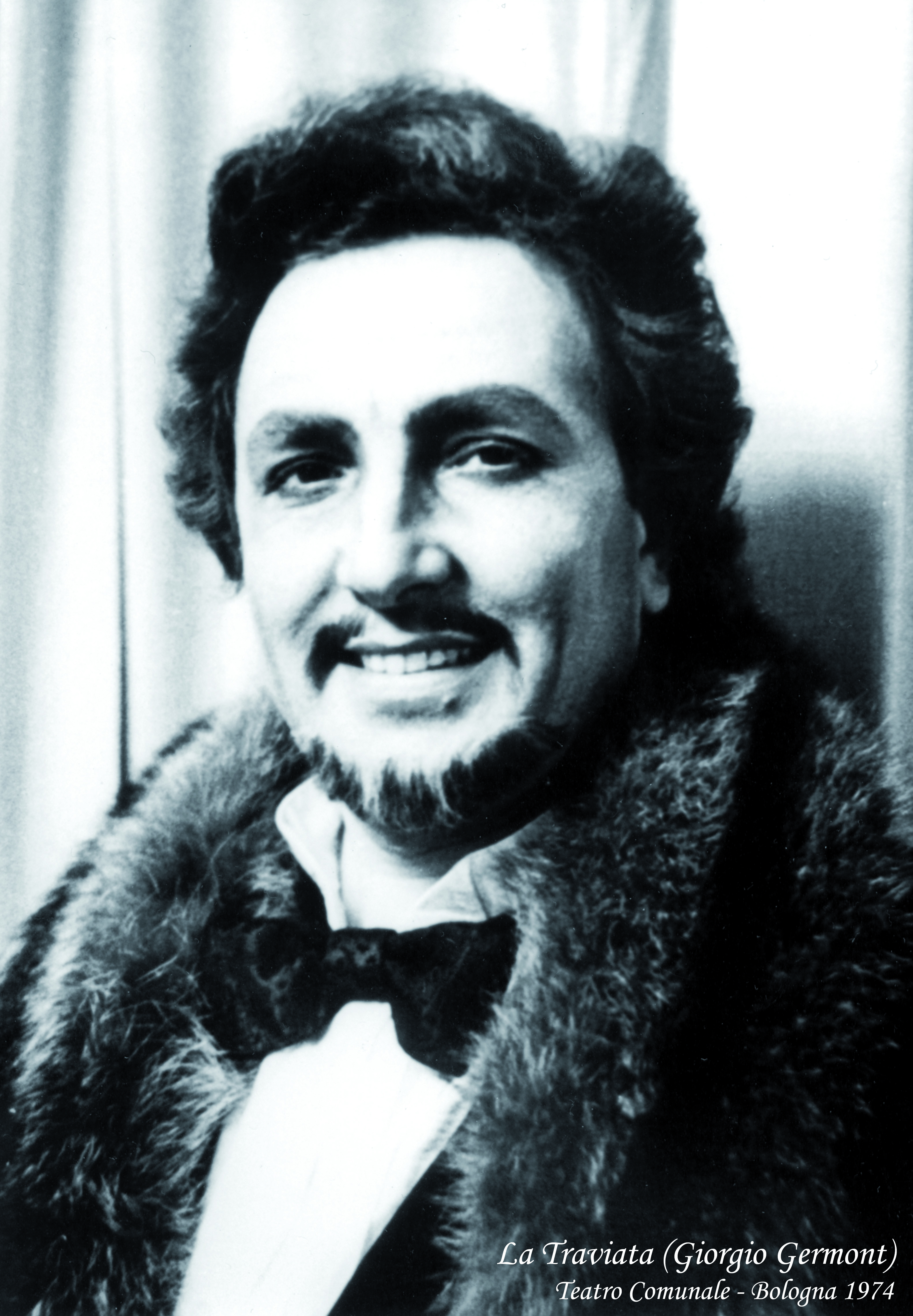
La Traviata (Giorgio Germont), Teatro Comunale - Bologna 1974
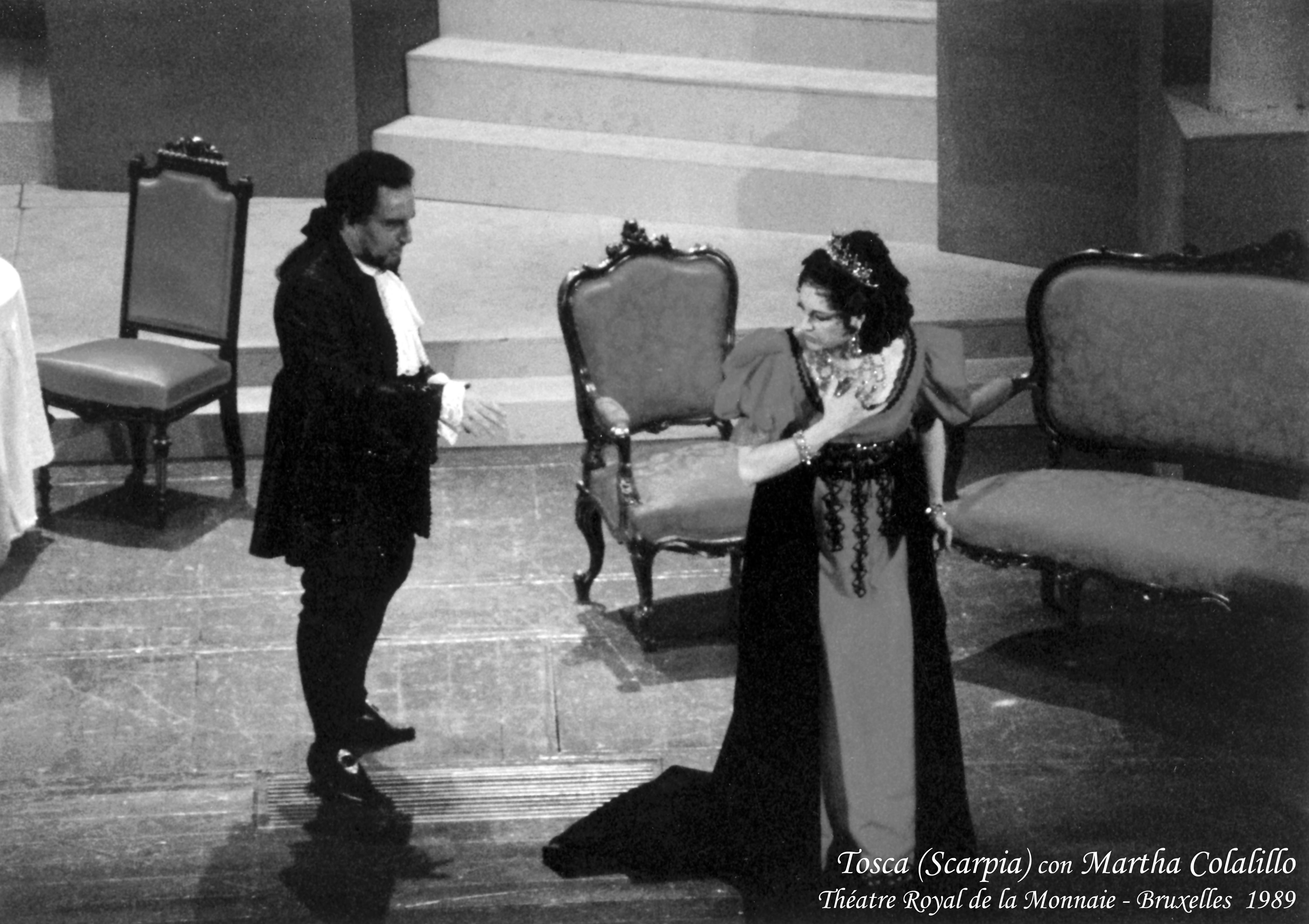
Tosca (Scarpia) con Martha Colalillo, Théâtre Royal de la Monnaie - Bruxelles 1989
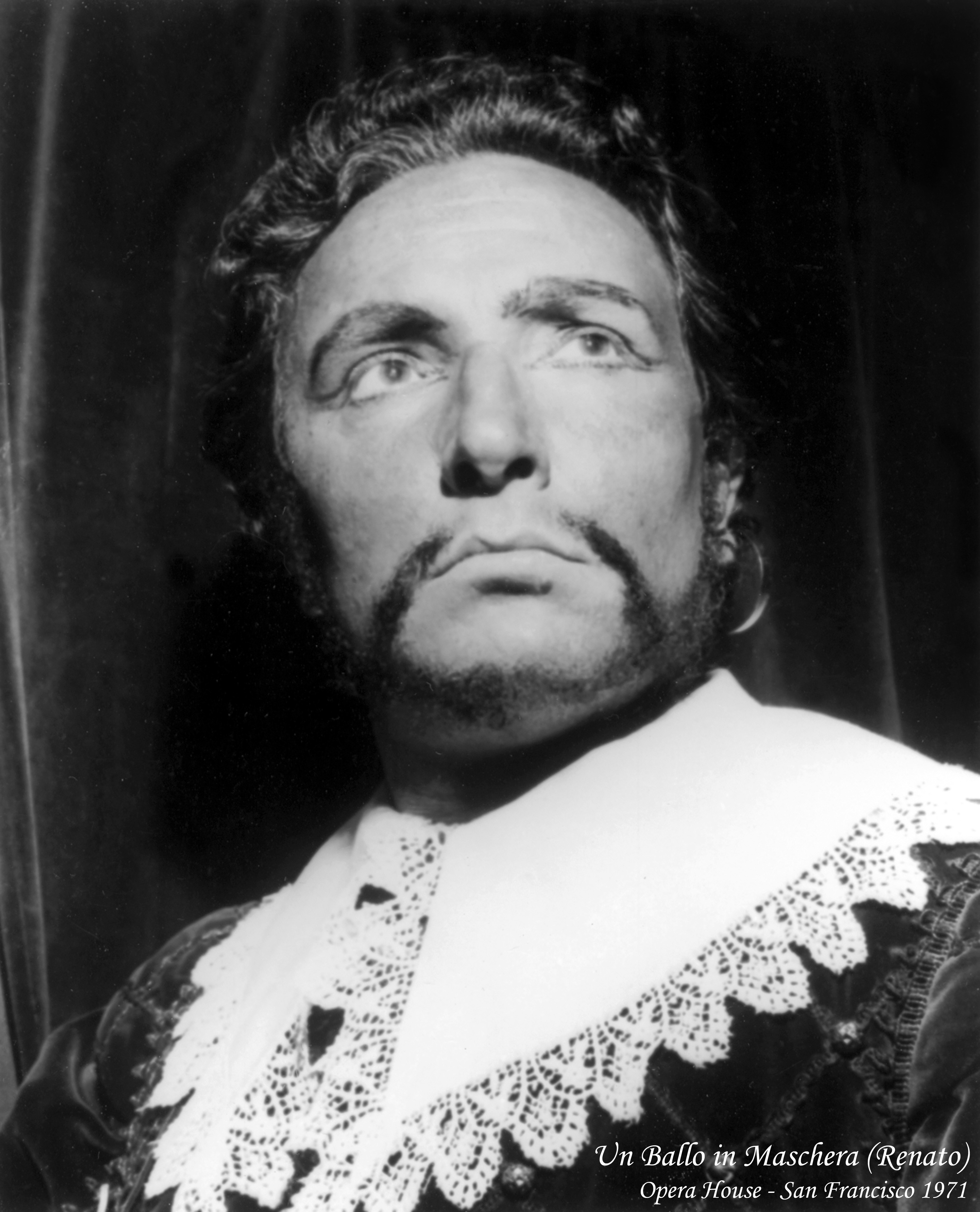
Un Ballo in Maschera (Renato), Opera House - San Francisco 1971
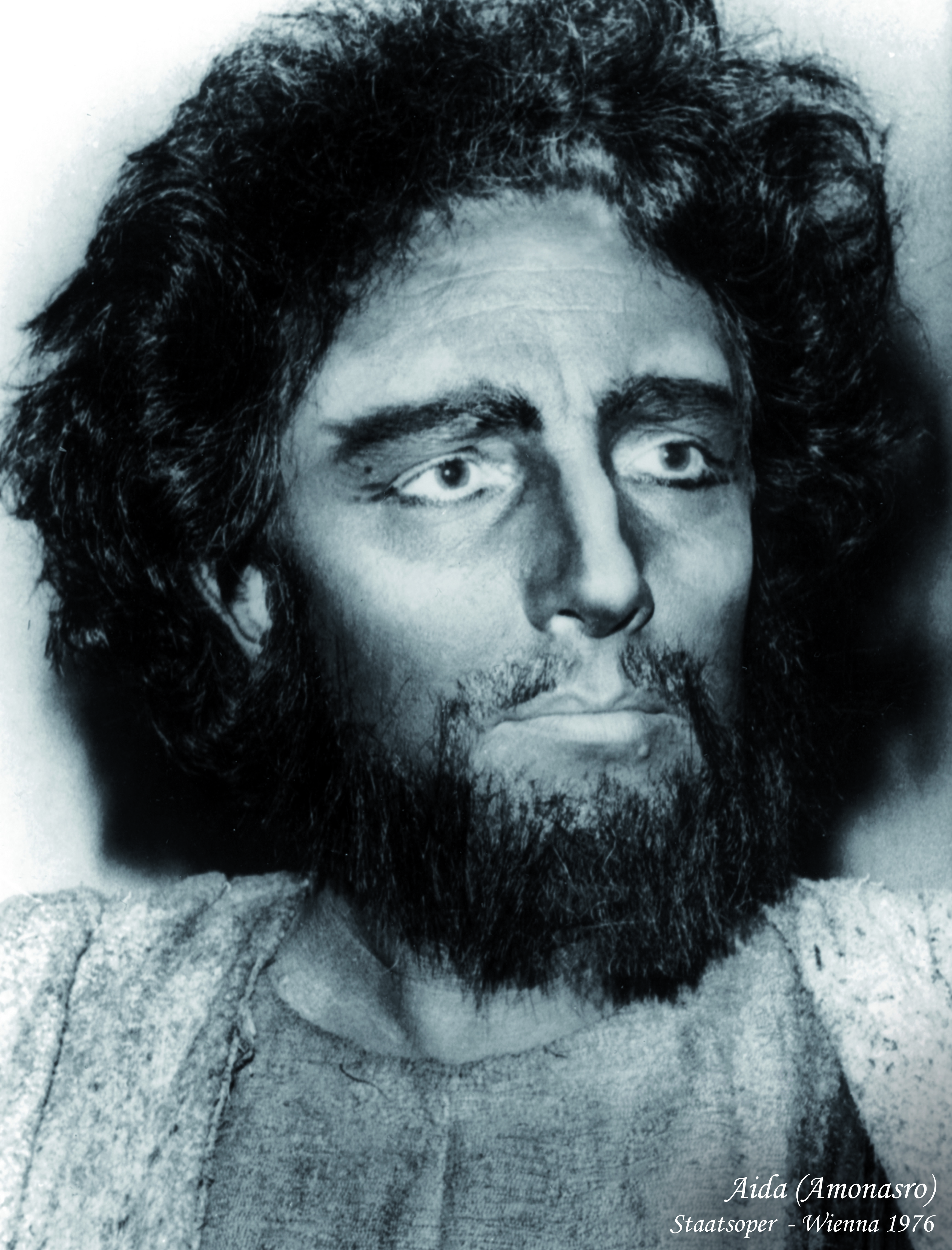
Aida (Amonasro), Staatsoper - Wienna 1976

## Repertorio
| Ruolo                   | Titolo                    | Autore      |
| ----------------------- | ------------------------- | ----------- |
| Sir Riccardo Forth      | I puritani                | Bellini     |
| Escamillo               | Carmen                    | Bizet       |
| Belcore                 | L'elisir d'amore          | Donizetti   |
| Enrico Ashton           | Lucia di Lammermoor       | Donizetti   |
| Duca di Nottingham      | Roberto Devereux          | Donizetti   |
| Alfonso IX              | La favorita               | Donizetti   |
| Carlo Gérard            | Andrea Chénier            | Giordano    |
| De Siriex               | Fedora                    | Giordano    |
| Basso                   | Messiah                   | Händel      |
| Rodolfo                 | Bohème                    | Leoncavallo |
| Tonio / Taddeo / Silvio | Pagliacci                 | Leoncavallo |
| David                   | L'amico Fritz             | Mascagni    |
| Compar Alfio            | Cavalleria rusticana      | Mascagni    |
| Lescaut                 | Manon                     | Massenet    |
| Albert                  | Werther                   | Massenet    |
| Barnaba                 | La Gioconda               | Ponchielli  |
| Marcello                | Bohème                    | Puccini     |
| Sharpless               | Madama Butterfly          | Puccini     |
| Michele                 | Il tabarro                | Puccini     |
| Scarpia                 | Tosca                     | Puccini     |
| Norton                  | La cambiale di matrimonio | Rossini     |
| Filiberto               | Il signor Bruschino       | Rossini     |
| Nabucco                 | Nabucco                   | Verdi       |
| Don Carlo               | Ernani                    | Verdi       |
| Francesco Foscari       | I due Foscari             | Verdi       |
| Macbeth                 | Macbeth                   | Verdi       |
| Rigoletto               | Rigoletto                 | Verdi       |
| Conte di Luna           | Il trovatore              | Verdi       |
| Giorgio Germont         | La traviata               | Verdi       |
| Guido di Monforte       | I vespri siciliani        | Verdi       |
| Simon Boccanegra        | Simon Boccanegra          | Verdi       |
| Renato                  | Un ballo in maschera      | Verdi       |
| Don Carlo di Vargas     | La forza del destino      | Verdi       |
| Rodrigo di Posa         | Don Carlo                 | Verdi       |
| Amonasro                | Aida                      | Verdi       |
| Jago                    | Otello                    | Verdi       |
| Sir John Falstaff       | Falstaff                  | Verdi       |
| Federico di Telramondo  | Lohengrin                 | Wagner      |

## Incisioni discografiche
| Anno | Luogo                     | Titolo                                                                           | Cast | Direttore             | Etichetta discografica                               |
| ---- | ------------------------- | -------------------------------------------------------------------------------- | --- | --------------------- | ---------------------------------------------------- |
| 1964 | Napoli (Italy)            | Teatro di San Carlo Live Performance J. Massenet - Manon                         | Manon Lescaut - Virginia Zeani Lescaut, cugino di Manon - Mario Borriello Il cavaliere DesGrieux - Alfredo Kraus Il conte DesGrieux - Franco Ventriglia Guillot de Morfontaine - Vittorio Pandano De Bretigny - Franco Bordoni Poussette - Anna Maria Borrelli Orchestra e Coro del Teatro di San Carlo in Napoli                                                                          | Ugo Rapalo            | Hardy                                                |
| 1966 | Piacenza (Italy)          | Teatro Municipale Live Performance J.Massenet - Werther                          | Werther - Alfredo Kraus Charlotte - Anna Maria Rota Sophie - Gabriella Mazza Albert - Franco Bordoni Johann - Emilio Savoldi Lebailli - Angelo Nosotti Schmidt - Oslavio Di Credico Bruhlmann - Guido Pasella | Francesco Cristofori  | GOP                                                  |
| 1968 | Bologna (Italy)           | Teatro Comunale Live Performance G.Puccini - La Bohème                           | Rodolfo - Giacomo Aragall Marcello - Franco Bordoni Schaunard - Bruno Grella Colline - Franco Ventriglia Mimì - Mietta Sighele Musetta - Alberta Valentini Benoit - Guido Pasella Alcindoro - Sergio Pezzetti Parpignol - Oslavio Di Credico il Sergente - Bruno Tessari un Doganiere - Guido Pasella Coro e Orchestra del Teatro Comunale di Bologna                                      | Carlo Franci          | Lyric Distribution                                   |
| 1971 | Mantova (Italy)           | Teatro Sociale Live Performance G.Verdi - Otello (Highlights)                    | Otello - Mario del Monaco Jago - Franco Bordoni Desdemona - Irma Capace Minutolo Cassio - Walter Brighi | Loris Garavini        | Bongiovanni, Bologna (Italy)                         |
| 1971 | San Francisco (USA)       | Opera House Live Performance G.Verdi – Un Ballo in Maschera                      | Riccardo - Luciano Pavarotti Renato - Franco Bordoni Amelia - Martina Arroyo Ulrica – Irene Dalis | Charles Mackerras     | Butterfly Music Srl, Milano (Italy)                  |
| 1974 | Bologna (Italy)           | Teatro Comunale Live Performance G.Verdi – La Traviata                           | Violetta - Raina Kabaivanska Alfredo Germont - Gianfranco Pastine Giorgio Germont – Franco Bordoni Flora Bervoix - Wilma Colla Annina – Elda Cervo Gastone – Paride Venturi Barone Douphol – Tito Turtura Marchese d’Obigny – Franco Boscolo Dottor Grenvil – Bernardino di Bagno Giuseppe – Vittorio Pandano un Commissionario - Tiziano Tommassone un domestico di Flora - Alfonso Nanni | Armando Gatto         | Eklipse Records Ldt                                  |
| 1974 | Macerata (Italy)          | Arena Sferisterio Live Performance G.Bizet – Carmen                              | Carmen – Grace Bumbry Don José – Franco Corelli Escamillo – Franco Bordoni Micaela – Wilma Vernocchi | Oliviero De Fabritiis | Bongiovanni, Bologna (Italy)                         |
| 1974 | Barcellona (Spagna)       | Teatro del Liceu Live Performance G.Verdi - I Vespri Siciliani                   | Elena - Montserrat Caballé Arrigo - Plácido Domingo Guido di Monforte - Franco Bordoni Giovanni da Procida - Justino Diaz | Eve Queler            | Standing Room Only / Legato Classic                  |
| 1976 | Spagna (studio recording) | G.Puccini – Madama Butterfly                                                     | Madama Butterfly – Montserrat Caballé F.B. Pinkerton – Bernabé Martí Sharpless – Franco Bordoni Goro – Piero De Palma Suzuki – Silvana Mazzieri Orchestra e Coro del Gran Liceu di Barcellona | Armando Gatto         | Decca Set e Alhambra Discos Columbia Madrid (Spagna) |
| 1985 | Barcellona (Spagna)       | Teatro del Liceu Live Performance A.Ponchielli – La Gioconda (Slightly Abridged) | Gioconda – Éva Marton Enzo – José Carreras Barnaba – Franco Bordoni Laura – Stefania Toczyska | Romano Gandolfi       | HRE 434                                              |
| 2021 | Vari Teatri               | Il Mito dell'Opera                                                               | Franco Bordoni baritono | Vari Direttori        | Bongiovanni GB 1238/39 - 2 Cd                        |